# Gyermekkori sokízületi gyulladás
A gyermekkori sokízületi gyulladások lehetnek akut és krónikus betegség következményei. A krónikus gyermekkori sokízületi gyulladást, amelynek oka autoimmun betegség, juvenilis idiopathias arthritisnek nevezik.

## Akut gyermekkori arthritisek
Milyen kórállapotok vezethetnek akut arthritis kialakulásához
- fertőzés (infektív): a fertőzések leggyakrabban monoarthritist okoznak (ebben az esetben csak egy ízület érintett)
- parainfectiosus – egy nem az ízületekben zajló gyulladás által kiváltott kóros immunológiai reakció következtében kialakult arthritis
- idegentest – az ízületbe jutó idegentest okoz gyulladást

## Külső hivatkozások
- A gyermekreumatológiáról